# Конкакафов шампионат 1963.
Конкакафов шампионат 1963. (шп. CONCACAF Campeonato de Naciones енгл. NORCECA) било је прво издање првенства КОНКАКАФ, фудбалског првенства Северне Америке, Централне Америке и Кариба (КОНКАКАФ). Турнир је одржан од 23. марта до 7. априла. На инаугурационој манифестацији учествовало је девет тимова.
Домаћин турнира био је Салвадор у градовима Сан Салвадор и Санта Ана. Девет тимова је подељено у једну групу од пет и једну групу од четири тима. Прва два тима из сваке групе су се пласирати у завршну групну фазу, играјући у кругу да би се одредио победник. Турнир је освојила Костарика, која је у одлучујућем мечу финалне групе са четири тима савладала домаћине Салвадор са 1:4.

## Квалификациони турнир
Све утакмице су се одиграле у Кингстону (Јамајка) у оквиру „СЕАГА купа“. Није познато да ли су игре Јамајке на овом турниру послужиле и за пласман на Куп нација.
| Хаити | 1:3 | Холандски Антили |
| ----- | --- | ---------------- |
|       |     |                  |

| Холандски Антили | 1:0 | Хаити |
| ---------------- | --- | ----- |
|                  |     |       |

## Стадиони
| Сан Салвадор      | Сан СалвадорСанта Ана | Санта Ана         |
| ----------------- | --------------------- | ----------------- |
| Хорхе Гонзалез    | Сан СалвадорСанта Ана | Оскар Китењо      |
| Капацитет: 35.000 | Сан СалвадорСанта Ана | Капацитет: 15.000 |
|                   | Сан СалвадорСанта Ана |                   |

## Финални турнир

### Прво коло

#### Група А
| Pos | Тим       | О | П | Н | И | ГД | ГП | ГР  | Бод. |
| --- | --------- | - | - | - | - | -- | -- | --- | ---- |
| 1   | Хондурас  | 4 | 3 | 1 | 0 | 6  | 3  | +3  | 7    |
| 2   | Салвадор  | 4 | 1 | 3 | 0 | 10 | 5  | +5  | 5    |
| 3   | Панама    | 4 | 1 | 2 | 1 | 8  | 4  | +4  | 4    |
| 4   | Гватемала | 4 | 1 | 2 | 1 | 7  | 6  | +1  | 4    |
| 5   | Никарагва | 4 | 0 | 0 | 4 | 2  | 15 | −13 | 0    |

| Панама                                          | 2:2 | Гватемала                              |
| ----------------------------------------------- | --- | -------------------------------------- |
| Еверардо Вега 73’ (пен.) · Адолфо Диаз Гаез 82’ |     | Хорхе Ролдан 48’ · Едуардо де Леон 59’ |

| Салвадор                                                                               | 6:1 | Никарагва            |
| -------------------------------------------------------------------------------------- | --- | -------------------- |
| Едуардо Ернандез 4’ · Марио Монге 21’, 63’ · Рудолфо Руиз 75’, 87’ · Елфредо Руано 81’ |     | Армандо Мендиета 89’ |

| Хондурас                | 1:0 | Никарагва |
| ----------------------- | --- | --------- |
| Рене Родригез Рејес 31’ |     |           |

| Салвадор             | 1:1 | Панама                      |
| -------------------- | --- | --------------------------- |
| Едуардо Ернандес 87’ |     | Бенхамин Веласко 82’ (а.г.) |

| Гватемала                                                          | 3:1 | Никарагва        |
| ------------------------------------------------------------------ | --- | ---------------- |
| Едуардо де Леон 14’ (пен.) · Ентони Јуинг 71’ · Харолдо Хуарез 85’ |     | Дамасо Силва 39’ |

| Салвадор                                 | 2:2 | Хондурас                           |
| ---------------------------------------- | --- | ---------------------------------- |
| Сезар Рејноса 30’ · Едуардо Ернандез 65’ |     | Феликс Гера 16’ · Карлос Суазо 27’ |

| Панама                                                                                    | 5:0 | Никарагва |
| ----------------------------------------------------------------------------------------- | --- | --------- |
| Луис Гојез 11’ · Карлос Валдерама 41’ · Хуан Сантамарија 45’, 58’ · Луис Карлос Понсе 71’ |     |           |

| Хондурас                              | 2:1 | Гватемала                    |
| ------------------------------------- | --- | ---------------------------- |
| Фелипе Барахона 28’ · Феликс Гера 42’ |     | Франсиско Лопез Контрерас 9’ |

| Хондурас          | 1:0 | Панама |
| ----------------- | --- | ------ |
| Нилмо Едвардс 46’ |     |        |

| Салвадор             | 1:1 | Гватемала    |
| -------------------- | --- | ------------ |
| Едуардо Ернандез 24’ |     | Уго Пења 28’ |

#### Група Б
| Pos | Тим              | О | П | Н | И | ГД | ГП | ГР  | Бод. |
| --- | ---------------- | - | - | - | - | -- | -- | --- | ---- |
| 1   | Костарика        | 3 | 2 | 1 | 0 | 7  | 0  | +7  | 5    |
| 2   | Холандски Антили | 3 | 2 | 0 | 1 | 4  | 3  | +1  | 4    |
| 3   | Мексико          | 3 | 1 | 1 | 1 | 9  | 2  | +7  | 3    |
| 4   | Јамајка          | 3 | 0 | 0 | 3 | 1  | 16 | −15 | 0    |

| Костарика                                                                             | 6:0 | Јамајка |
| ------------------------------------------------------------------------------------- | --- | ------- |
| Едгар Марин 29’, 35’ · Хуан Хосе Гамез 37’, 77’ · Хуан Гонзалес 73’ · Луис Васкез 83’ |     |         |

| Холандски Антили                               | 2:1 | Мексико                   |
| ---------------------------------------------- | --- | ------------------------- |
| Роналд Деланој 12’ · Хесус дел Муро 80’ (а.г.) |     | Гиљермо Ортиз Камарго 24’ |

| Мексико | 8:0 | Јамајка |
| --- | --- | ------- |
| Висенте Переда 4’ · Амардо Гаридо 17’ · Гиљермо Ортиз 27’, 35’ (пен.) · Фернандо Куенка 49’ · Исидоро Дијаз 77’, 88’ · Албино Моралес 80’ |     |         |

| Костарика                | 1:0 | Холандски Антили |
| ------------------------ | --- | ---------------- |
| Марио Кордеро 38’ (пен.) |     |                  |

| Костарика | 0:0 | Мексико |
| --------- | --- | ------- |
|           |     |         |

| Холандски Антили                      | 2:1 | Јамајка           |
| ------------------------------------- | --- | ----------------- |
| Торибио Биесен 8’ · Данијел Пабло 73’ |     | Лоселес Динки 24’ |

### Финално коло
| Pos | Тим              | О | П | Н | И | ГД | ГП | ГР | Бод. |
| --- | ---------------- | - | - | - | - | -- | -- | -- | ---- |
| 1   | Костарика        | 3 | 3 | 0 | 0 | 7  | 2  | +5 | 6    |
| 2   | Салвадор         | 3 | 2 | 0 | 1 | 7  | 6  | +1 | 4    |
| 3   | Холандски Антили | 3 | 1 | 0 | 2 | 6  | 5  | +1 | 2    |
| 4   | Хондурас         | 3 | 0 | 0 | 3 | 2  | 9  | −7 | 0    |

| Холандски Антили                                            | 4:1 | Хондурас         |
| ----------------------------------------------------------- | --- | ---------------- |
| Еуген Тестинг 2’ · Џорџ Сили 21’ · Рубен Брандборг 75’, 89’ |     | Карлос Суазо 32’ |

| Салвадор          | 1:4 | Костарика                                       |
| ----------------- | --- | ----------------------------------------------- |
| Армандо Чакон 49’ |     | Хуан Гонзалес 17’, 22’, 72’ · Волтер Пирсон 76’ |

| Костарика         | 1:0 | Холандски Антили |
| ----------------- | --- | ---------------- |
| Волтер Пирсон 54’ |     |                  |

| Салвадор                                    | 3:0 | Хондурас |
| ------------------------------------------- | --- | -------- |
| Марио Монге 10’ · Едуардо Ернандез 13’, 34’ |     |          |

| Костарика                              | 2:1 | Хондурас         |
| -------------------------------------- | --- | ---------------- |
| Енрике Кордоба 52’ · Рубен Хименез 59’ |     | Долорес Круз 49’ |

| Салвадор                                                  | 3:2 | Холандски Антили                                |
| --------------------------------------------------------- | --- | ----------------------------------------------- |
| Едуардо Ернандез 14’, 80’ · Маурисио Ернесто Гонзалез 60’ |     | Еуген Тестинг 7’ · Хуан Максимилијано Пабло 78’ |

### Достигнућа
На 22 утакмице постигнуто је 76 голова, у просеку 3,45 голова по мечу.
| Најбољи играч | Победник КОНКАКАФ шампионата 1963. Костарика 1° титула | Најбољи стрелац Едуардо Ернандез (8. голова) |